# جميل الراوي
اللواء الركن جميل أحمد عبد الله الراوي هو سياسي وعسكري عراقي ولد بحدود عام 1881 وتوفي عام 1941.
شغل منصب وزير المواصلات والأشغال في وزارة نوري السعيد الأولى عام 1930، وكان ضمن المؤسسين للقوة الجوية العراقية عام 1931.

## معرض الصور

جميل باشا الراوي بزيه العسكري
صورة التقطت في يوم تأسيس القوة الجوية العراقية يوم 22 نيسان 1931، ويظهر فيها رئيس الوزراء نوري السعيد واللواء الركن جميل الراوي ووزير الخارجية عبد الله الدملوجي.